# 危ない1号
『危ない1号』（あぶない1ごう）は、かつてデータハウス内に存在した編集部「東京公司」が編集・製作した鬼畜系ムック。
いわゆる鬼畜ブーム・悪趣味ブームの原点となった1990年代を代表するアンダーグラウンド・カルチャー誌である。各巻の特集テーマはドラッグ、鬼畜系カルチャー入門講座（殺人&死体、変態、フリークス、盗聴）、快感、青山正明全仕事など。創刊当初は青山正明が編集長を務めた。

## 歴史
本誌は「妄想にタブーなし」を謳い文句に「鬼畜系」を標榜し、ドラッグ・強姦・死体・ロリコン・スカトロ・電波系・障害者・痴呆・変態・畸形・獣姦・殺人・風俗・読書・盗聴・テクノ・カニバリズム・フリークス・身体改造・動物虐待・ゲテモノ・アングラサイト・カルト映画・カルト漫画・ゴミ漁り・アナルセックス・新左翼の内ゲバ・V&Rプランニング・青山正明全仕事までありとあらゆる悪趣味と違法スレスレの危ない情報を体系的に網羅した伝説的なムックシリーズである。
第1巻「特集／ドラッグ」は「日本全国のゲス野郎に捧ぐ脳天爆裂ブック」というキャッチコピーのもと初歩的なドラッグの知識から海外のドラッグ事情、ドラッグと音楽、解放運動まで幅広く網羅されており、膨大な情報量が詰め込まれたドラッグマニュアルに仕上がっている。第1巻の特集はサブタイトルにもなった「ドラッグ」以外にも「東京ヒットマン情報」「死体処理マニュアル」「ダスト・ハンティング」「クライム・ペーパー」「強姦魔インタビュー」「危険文書探訪」「惰眠のススメ」など一見非合法に思える内容ばかりだが、製作にあたっては法律の専門家と相談しながら編集されており、すべての記事は適法範囲（1995年当時）であるという。

### 創刊
当初は青山正明が編集長を務めたが、第1巻の校了直前に大麻取締法違反で青山が逮捕されたため、副編集長の吉永嘉明が青山の勾留されている留置場と移管先の東京拘置所に通ってガラス越しに編集会議を行った。その後、本誌は1995年7月に編集長の青山不在のまま創刊の運びとなるが（青山は編集後記で「日本で一番大きな某武装集団に拉致・監禁されちゃった」と説明していた）、悪趣味が詰め込まれた本誌は世紀末日本という時代背景とマッチし、シリーズ累計で25万部を超える大ヒットを記録する。編集長の青山正明は鬼畜ブーム・悪趣味ブームの立役者とみなされ、本誌は不道徳な文脈で裏社会を覗き見ようとする「鬼畜系」の象徴となった。なお副編集長の吉永嘉明によれば、意外なことに読者アンケートの半分は女性から寄せられたものだったという。

### 鬼畜ナイト
1996年1月10日、新宿ロフトプラスワンで『危ない1号』関係者総決起集会「鬼畜ナイト」兼「東京公司新年会」兼「青山正明を励ます会」が村崎百郎の主催で開催され、保釈されたばかりの青山が一日店長を務めた。イベントには青山を中心に村崎百郎、吉永嘉明、柳下毅一郎、根本敬、佐川一政、夏原武、釣崎清隆、宇川直宏、石丸元章、クーロン黒沢といった鬼畜系文化人が多数参加した伝説的なトークセッションとなった。このイベントの模様は同年8月に『鬼畜ナイト 新宿でいちばんイヤ～な夜』の題でデータハウスより書籍化され、7万部を売り上げるヒットを記録した。

### 鬼畜系特集
1996年4月、第2巻「特集／キ印良品」が刊行される（当初予定されていたタイトルは『危ない2号』だった）。この号では「鬼畜系カルチャー入門講座」と称して、殺人／死体から変態・ボディアート・フリークス・コミックス・読書・デジタルネットワーク・盗聴、奴隷男飼育法、東京殺人現場巡礼マップ、山野一インタビュー、強姦チームリポート、村崎百郎の勝手にゴミュニケーション、痴呆性老人看護日記まで多様なジャンルの危ないコンテンツを横断的網羅的に紹介しており、初心者向けの鬼畜系ガイドブックといえる内容に仕上がっている。
これについて青山正明は雑誌『SPA!』のインタビューで「『危ない1号』って最初は“全国のゲス野郎に捧ぐ”みたいな触れ込みで創刊したんだけど、2巻目を作る際、“鬼畜カルチャー入門”みたいなキャッチをつけたらどうかって、村崎に言われたんだよね。だから、そういう刺激的なフレーズがひとり歩きし出したという感じかなぁ。そういう鬼畜の言い出しっぺは村崎だから」と語っており、村崎百郎の最終目標である「この世の腐敗に加速をかけるべく／すかしきった日本の文化を下品のどん底に叩き堕とす」ことを標榜したようなゲスい誌面となった。
同年には岡田斗司夫が東京大学教養学部で行っていた講義「おたく文化論」に青山正明と村崎百郎がゲスト出演。青山はドラッグをテーマにした講義を担当し、村崎はゴミ漁りに関する講義を行った（村崎いわく「極めて特殊な分野の専門的な話」をしたとのこと）。岡田による一連の講義は後に『東大オタク学講座』（講談社）として1997年に書籍化されているが、青山は薬物使用による執行猶予中だったこともあり、トラブル回避のためか青山の回は収録されず、代わりに村崎の講義「第九講 ゴミ漁り想像力補完計画」が掲載されている。

### 編集部解散
順風満帆に見えた『危ない1号』であったが、1997年頃から青山は鬱と薬物乱用が原因で実家に引きこもるようになり、第3巻「特集／快感」の企画段階で降板。東京公司もデータハウスに吸収される形で消滅する。その後、副編集長の吉永嘉明が代わりに第3巻の編集長を務めたが、精神的疲弊などを理由に吉永も第3巻を最後に降板する。
吉永は『危ない1号』の編集を降りた理由の一つとして「作り手より読者のほうが過激になっていった」と述べており、本物の薬物依存者や精神疾患を抱えた読者を獲得したことに困惑していたという。青山も「あれはシャレなのにマジに鬼畜と言われてしまう」と葛藤を抱えていたとされ、吉永は愛読者の中に神戸連続児童殺傷事件を起こした酒鬼薔薇聖斗が居たことを著書『自殺されちゃった僕』の中で明かしている。

### 廃刊
作り手不在のまま過去発表済みの原稿を寄せ集めた『危ない1号』第4巻「特集／青山正明全仕事」（副題：少女買春から常温核融合まで）をもって同誌は1999年に完結、廃刊となった。
第4巻の内容は青山正明が1982年から1996年まで「何を書いても構わない」という方針でエロ本各誌に長期連載していたコラム「Flesh Paper」（肉新聞）から自選した記事（約200ページ）を年代順に並べたものが中心で、これが青山の実質的な2冊目の単行本となっている。また、これに精神世界や大脳生理学関係のブックガイド、処女単行本『危ない薬』（1992年刊）以降の最新ドラッグ事情、ロック／ポップ／プログレッシブ・ロック／エスノ／トラッド／ワールドミュージック／テクノ／アンビエントまで青山のマニアックな音楽遍歴を総ざらいした推薦音源360タイトル「音キチのあなたに捧ぐ…音源360選」といった書き下ろし記事が約30ページほど収録されており、この一冊において大体の仕事や文章の特徴が分かる。
青山は本書のあとがきで「この本を過去の自分に捧げるとともに、無へと葬り去り（“危ない”ことはもう飽きちゃったんで、『危ない28号』にお任せてことネ）、今後は、小説、思想書、ワークショップ他、全身全霊を投じて精神世界の開拓・普及に邁進することを誓って、終わりの言葉としたいと思います」と宣言し、過去の仕事との訣別と、新たなステップへと進む決意を述べていたが、結果的にこの本が青山の集大成にして遺作となってしまった。

## 姉妹誌
東京公司解体後、1998年より青山正明のデスクを引き継いだくられによって季刊誌『危ない28号』（データハウス）が創刊される。同誌はハッキング、ドラッグ、兵器、安楽死など様々な違法・非合法行為のハウツーが記載された危険情報満載のムック本であり、2000年1月に浦和駅、東海村、大阪府で発生した一連の爆弾事件で犯人が同誌を参考に爆発物を製造したと供述した結果、全国18都道府県で有害図書指定された。
第5巻の巻末で予告されていた第6巻「特集／地下文書の全て」は未刊に終わっており、刊行済みだった第5巻を最後に事実上の廃刊となる。

## 執筆陣
| 青山正明   | 吉永嘉明     | 山田高志     | 五庵保典             |
| 根本敬     | 山野一       | ねこぢる     | 村崎百郎             |
| 松沢呉一   | 町山智浩     | 木村重樹     | 佐川一政             |
| 黒田一郎   | 浜野アキオ   | 平山夢明     | 鶴見済               |
| 清野栄一   | 柳下毅一郎   | 釣崎清隆     | 死売狂生(北のりゆき) |
| 吉田豪     | 唐沢俊一     | 湯浅学       | 米澤嘉博             |
| 阿部幸弘   | 夏原武       | 小沢豊       | 宇川直宏             |
| 宮西計三   | 大越孝太郎   | こじままさき | 堀内満里子           |
| 下関マグロ | クーロン黒沢 | ニコラス啓司 | 花くまゆうさく       |

※同一人物が複数のペンネームを用いている可能性あり。

## スタッフ
- 編集：東京公司（青山正明＋吉永嘉明＋五庵保典＋浦上太郎＋山田高志）
- 編集協力：黒田一郎＋木村重樹（ニコラス啓司）＋顔画工房
- AD&装丁：鈴木一之（オフィスアマゾン、元ふゅーじょんぷろだくと）
- 本文デザイン：オフィスアマゾン＋長谷川事務所＋西村美智代＋藤家摩紀＋浪花雅宏＋井上直
- 表紙撮影：島尾伸三（第1巻）／力武靖（第2巻）／平山法行（第3巻）／青山正明（第4巻）
- 表紙モデル：たまきあゆみ（第1巻）／永井麻緒（第2巻）／渡辺のぞみ（第3巻）
- 東京公司ロゴ：大越孝太郎
- 特集イラスト：宮西計三
- 発行人：鵜野義嗣
- 発行所：データハウス

## 書籍情報
すべてデータハウス刊
- 東京公司編『危ない1号』第1巻 特集／ドラッグ（1995年7月）ISBN 978-488-718-501-2
  - 日本全国のゲス野郎に捧ぐ脳天爆裂ブック
- 東京公司編『危ない1号』第2巻 特集／キ印良品（1996年4月）ISBN 978-488-718-361-2
  - 鬼畜系カルチャー入門講座
- 吉永嘉明編『危ない1号』第3巻 特集／快感（1997年9月）ISBN 978-488-718-459-6
  - 気持ちよく往こう!
- 青山正明著『危ない1号』第4巻 特集／青山正明全仕事（1999年9月）ISBN 978-488-718-540-1
  - 少女買春から常温核融合まで

### 別冊
- 鬼畜ナイト実行委員会（村崎百郎／ニコラス啓司）＋東京公司編『別冊危ない1号 Vol.1 鬼畜ナイト─新宿でいちばんイヤ～な夜』（1996年8月）ISBN 978-488-718-399-5
  - 誰もがいたたまれない気分に浸れる悪夢のトーク・セッション!
- 石原正之編『別冊危ない1号 Vol.2 <格闘界>ケンカ列伝』（1996年12月）ISBN 978-488-718-333-9

## 特集一覧

### 第1巻「特集／ドラッグ」
はじめに──東京公司
特集ドラッグ──単行本丸1冊分を優に超える情報量!!（9～112頁）
TRANS-HIGH MERCHANDISE──米国版“ハイになれる”商品広告コラージュ
メジャー・スタッフ14品目ポイント・チャート
青地豊二郎：「マリファナ」はとびきりの「嗜好品」
浜野アキオ：アメリカのクサ取り締まり、その歴史と現在
ねこまる：マリファナ合法化推進団体“NORML”頑張る
青地豊二郎：体験的幻覚性植物カタログ
マジック・マッシュルームVSアシッド／マジック・マッシュ遭遇スポット／ペヨーテの食べ方あれこれ／ダチュラ体験手記／アイボガ／カヴァカヴァ／ビンロウ 他
高森一郎＋JERRY：映画『パルプ・フィクション』に見る覚醒剤の正しい打ち方!
郷田三郎：コカイン&クラック
ETDS：アシッドの全てが分かる!!「LSD」を巡る20の「Q＆A」
飲み込んでしまってもOK?／1ヒットあたりの平均含有量／保存の際の注意点／肉体に与える影響／セット＆セッティング／バッドは感染する?／製造と流通／“悪い噂”の科学的真相／飛びを長くするテクニック／ホフマン博士からアシッド・キッズへのメッセージ 他
鶴見済：ムチャ飲みすると脳味噌にくる大衆薬
北村孝三郎：すべての人に“ラブ&ピース”をもたらす秘薬エクスタシー 本邦初 驚くべき“超多幸感誘発ドラッグ”の生い立ちと効能
渋谷元：HISTORY OF ECSTASY&TRANCE
禁断のテクノ「音ハマリ」対談：出席＝L（34歳／鬼畜系編集者）& X（28歳／渋谷系自由業）／構成＝浜野トラキチ（23歳／鬼畜見習い）
木下太：夢の媚薬を求めて──SEX&DRUG
観月和彦：UNDERGROUND WORLD TRIP GUIDE 最新世界26カ国ドラッグ・トラヴェラーズ・ガイド
アジア：タイ／インド／インドネシア／ベトナム／カンボジア／ラオス／ミャンマー／中国
アメリカ：ニューヨーク／カリフォルニア
西ヨーロッパ：イギリス（ロンドン）／オランダ／ドイツ／フランス
東ヨーロッパ：チェコスロバキア／ユーゴスラビア
中南米：ジャマイカ／メキシコ／ブラジル／コロンビア／エクアドル／ペルー／ボリビア
オセアニア：オーストラリア
アフリカ：エジプト／モロッコ／ケニア
ヨーロッパ諸国におけるドラッグ取締り法／ヨーロッパ8カ国のドラッグ個人使用に関する法律／世界36カ国の麻薬取締りの現状
米国ドラッグ関連スラング小辞典 DRUG-Related SLANG Update
唐突な無料広告頁 データハウスと東京公司からの危ない♡贈り物
青山正明：読者のみなさんゴメンナサイ……辻褄合わせのページ
鬼畜な妄想はまだまだ続く……ゲスな読み物いろいろ（113～221頁）
ルナティック ア ゴー・ゴー
村崎百郎：天下のお下劣者、アートに目覚める 現代アート界のR・キャパ、小沢剛と「なすび画廊」レポート
吉永嘉明：「危ない」挑戦シリーズ 第一回 日本一辛いカレーに挑戦!
平口広美：直腸女─私が遭遇した「もっとも危険な人物」
花くまゆうさく：黒い格闘家 根性とは何か
茅島直美：シークレットグッズでダンディな男に変身!
茅島直美：米国製珍棒登場!
金子清文：在日さんコンニチワ! 第一回 ロジャーさん＝歌舞伎町でハーレムを築いた男
青山正明：藁人形で『GON!』比嘉編集長を呪う!?
ねこぢる：ばばあの習性
勝平累佳：エコなのに使い捨てなんてイカスぅ!
吉永嘉明：やめないで♡ 伊版オタク本『やめて』
大川功：インタビュー野宿少女A
岡村とりこ：野宿少女のユウウツ
五庵保典：特撰! アジアの〈美少女〉歌姫たち カルト別3段階評価
村崎百郎：ダスト・ハンティング＝霊的ゴミ漁り（イラスト／山野一）
特殊アミューズメント情報
大川功：精神世界の城南電気「大予言」
青山正明：奇形児のホルマリン漬けや全身剥き身の死体標本がズラリ ゲテモノ＆キワモノ・マニア必見のナイススポット タイはバンコクの「犯罪＆外科博物館」
茅島直美：霊験はあらたか!? チンポ＆マンコ・オブジェが6千点 いやはやご立派 金子神社
消防団員A（23歳／会社員）：善行は娯楽なり 消防団員になって、火事を“かぶりつきで”観る
村崎百郎：全ての若き鬼畜野郎へ ゲス情報収集法
言語ウイルスという病
症例其の一 同音異義語 誤用実例集
症例其の二 テレビで絶対に放送できない発言と許される発言と端から言葉遣いを誤った発言
夏原武：東京ヒットマン情報（イラスト／山野一）
小沢豊：クライム・ペーパー 犯罪者の“手前勝手な言い分”だけを集めた、日本初の犯罪特殊報道コーナー第1弾!
泥棒に入って障害者になってしまった男
天国へ送るホームラン
鬼畜インタビュー 強姦──それは至福のとき…連続強姦魔が本誌記者に悪魔の告白!
犯罪者100人に聞きました 20代の婦女暴行犯編
人生を悔いないために──犯罪占い
渡辺文樹インタビュー（聞き手・構成／吉永嘉明）
危険文書探訪（文／死売狂生）
犬や猫ともっともっと仲良くなるための提案──動物はともだち：村崎百郎（工員／鬼畜系臨床神秘学者）
魅惑の犬鍋
告発 動物虐待地下オリンピック
獣姦ビデオレビュー 果たして異種間セックスは異種間コミュニケーションのトバ口となるか?
小犬の始末の仕方でわかる「あなたの性格&死因」
青山正明：優雅ニシテ安泰ナル人生トハ 惰眠のススメ 世界文学教養編
リリー・フランキー：ボクが被差別音楽にハマッていた日々
松沢呉一：書痴肉林 古書収集という蟻地獄に堕ちた男の甘美で危ない世界
死体処理実践講座
「危ない」妄想劇場 死体処理実践講座①：柳下毅一郎（特殊翻訳家）
「危ない」妄想劇場 死体処理実践講座②：勝平累佳（カエル愛好家）
「危ない」妄想劇場 死体処理実践講座③：小沢豊（にせ医師）
完全人体解体チャート：黒水濁（動物研究家）
潜入レポート 検死解剖の現場：町山智浩（編集者）
フィティッシュ映画の極致 ネクロマンティック：柳下毅一郎（特殊翻訳家）
内ゲバでGO!（文／死売狂生）
風俗嬢日記：今井加奈（都内某イメクラ勤務）
筆者紹介

### 第2巻「特集／キ印良品」
前略（構成の都合で「前書き」入れるスペースなくなりました）妄想にタブーはないが、表現にはタブーあります……草々
殺人／死体（文／本誌特別「肉が好き」会?）
柳下毅一郎：猟奇犯罪研究家に聞く──殺人／死体を楽しむ法「魅惑の殺人鬼グッズ」
柳下毅一郎氏の犯罪者グッズ・コレクション
要点暗記 人気の人殺しさん大集合!!
息子を連続殺人鬼に育てる方法
うなされたい人たちのための死体ビデオガイド
V&Rプランニング死体ビデオ・リスト
死体写真家対談 死体にまたがった男たち 八雲順一 vs 釣崎清隆
編集部特選“殺人”モノ映画＋書籍
変態（文／本誌特別「被差別変態」班）
変態に関する4つの覚え書き
古典的変態アラカルト
アナルセックス&スカトロジー「アナスカ系」に注目!
こじままさき：『お尻俱楽部』傑作脱糞&肛門写真／ウンコ、ゲロ、低能、病原菌･･････キワモノ系変態ビデオを正視せよ!
少女姦マニアの告白 嗚呼、なんてムゴイ･･････これが人間の所業か!?：美里浩司（仮名／38歳／フリーター）
保存版 全国ロリータ・マニアショップ一覧 健全&良識派&少女愛好家たちの集いの場
身も心も一気に腐る! より早くより良い変態になるための3段階ステップアップ変態修行（短期集中コース）
第一段階「ステキな近親相姦／家庭内がどんどんエロティックになる!」
第二段階「ブスとやる／致死性顔面障害女との熱い交際」
第三段階「古女房とやり続ける／前人未踏──変態の最高ステージ」
法律に抵触しない（一部除く）見所のある変態系ビデオ
ボディアート（文／ニコラス啓司）
カスタムメイドのボディアートと取り返しのつかない身体改造
初めてのボディ・ピアシング
間宮英三氏に聞く ボディピアスのベーシック·メソッド
世界にたったひとつ、貴方好みのカスタマイドおま○こを作ろう! 女性器ピアス入門
さあ見てごらん、ボクのチンコは"筋金入り"だ! 男性器ピアス入門
女いらずの2枚おろし、恐怖のハーフペニス
日本初実践的ポディピアスマニュアルの編集者、かく語りき
オーヴァーグラウンド化するタトゥー・シーン
ボディプレイのヴァリエーション
ボディアート関連の書籍と専門店文
フリークス（文／青山正明＋本誌特別「ハンディキャップ」班）
身体的差異を乗り越えたお付き合い "彼ら"から目をそらすな!
フリークス写真館
超絶ブス VS. 究極ブ男
超個性派美少女たち
20世紀フリークス界のスーパーアイドル「ヒルトン・シスターズ」
親不幸な子供たち
キンタマのデカイ奴ら
猫田にゃん：作も演出も役者も身体障害者のみ 劇団態変 95年9月公演『ダ・キ・シ・メ・タ・イ!!』観劇ルポ
全盲青年がウンコ喰らって勃起する!!『ハンディキャップをぶっとばせ!～僕たちの初体験』（V&Rお蔵入りビデオ）
露出の限界に挑戦!? 健康雑誌『ターザン』の体育系身体障者特集号
なくそう差別! 使わないぞ差別用語!! 大メディアにおける身体障害者関連差別用語言い換え集
路上で"哀れみ"を競い合う──乞食と障害者
これが“テイストレス”の実態だ! 障害者を笑いのネタにした米製ジョーク集
主なフリークス&ニセフリークス出演映画（リスト製作＝青山正明）
コミックス（文／米沢嘉博）
ニッポン変態マンガ考──奇形、狂気、暴力、倒錯、オカルト……赤本時代から現在まで変態マンガを辿る
嗜好別鬼畜向けマンガカタログ
唐沢俊一：『少年チャンピオン』の逆襲?
マンガ史から抹殺された作品『ジャングル大帝』も『ジャングル黒ベエ』も、次々と姿を消していった
ジャンル別キ印マンガベスト5
湯浅学：脳味噌がたちまち腐る──メイド・イン韓国の最終兵器か!? ポンチャック来襲!!
読書（文／黒田一郎＋本誌特別「読書」班）
想像力と妄想力を鍛える鬼畜的読書のススメ
悦楽妄想読書のためのキーパーソン＋必読書／フィリップ・K・ディック／ウィリアム・S・バロウズ／コリン・ウイルソン／西海岸御三家＋マッケナ／寺山修司／太宰治
ジャンル別 注目人物＋出版社／海外文学／精神世界・心理学関係／オカルト
風間賢二が推薦するナイスな小説&評論
北村孝三郎：保存版ドラッグ関連ブック・カタログ 日本で読める58冊
デジタル・ネットワーク（文／ニコラス啓司）
パソ通はホントに"危ない"のか?
〈危ない〉パソコン通信への道（入門篇～サービス篇〉
いけない「電子メール」文例集（協力／クーロン黒沢）
クーロン黒沢：商用ネットの邪悪ユーザーたち
ちょっぴり〈危ない〉インターネット入門
あやしいサイト一覧──グロ、テイトレス、ドラッグ、エロ、犯罪、カルト
世界の暗黒情報発信基地"イソターネット"と私（協力／クーロン黒沢）
盗聴（文／小沢豊）
コードレス狙え!
コードレスホン盗聴のノウハウ
盗聴遊びのいろいろ
盗聴と恐喝
女子寮の探し方
史上最強の盗聴マニア
発信源探し
フツ～の盗聴
ヤルのはいいけど、ヤラレルのはゴメン 盗聴防止講座
初心者必携のオススメ盗聴グッズ
ビデオ&ミュージック
デルモンテ平山：実に不愉快なクソ映画についての馬鹿丁寧なお話
宇川直宏：アシッド・フィルム／LSD啓蒙フィルム
夏原武：ガイキチ映画のベーシック3本
デルモンテ平山：イヤ～な気分になれる映画ベスト3
山田隆夫：世界唯一の被爆国ニッポンとワカメとハードコア
直崎人士：MONDO SELECTION
直崎人士：痴呆性シャーマンからの不愉快な贈り物／寝たきり婆の「天然ミニマル・ミュージック」
ルナティック・ア・ゴー・ゴー
木村重樹：モンドの極北は中南米にあり 西新宿にアステカの奇跡を見た──（ロス・アプソン）
こじままさき：夢のスナッフ・ビデオをあなたの手で!? インディーズ変態AV店から総合カルト・ショップへ大躍進（バロック）
クーロン黒沢：裏ソフトが買える? 気になるアキバの“インディ・ゲームの園”（メッセサンオー3）
木村重樹：異端派同人誌を完備 目指すは全方位カルト・ショップ（Bマニアックス）
木村重樹：まんだらけ帝国の野望──人生変えちゃう店かもネ!（まんだらけ・変や）
木村重樹：大東京“電波”発信基地のコアに潜入 修学旅行生とトランス眼鏡とジャーマン・ロック（東京タワー蠟人形館・ミュージアムショップ）
青山正明：開錠テクから爆弾製造法、殺人術まで鬼畜系趣味人たちのネタ元ライブラリー（アルバン）
ニコラス啓司：鬼畜系ゲームマニアも単なる鬼畜も大喜び “テイストレス”ゲーム雑誌『ゲームウララ』
マスよりミニが絶対過激! これが噂のニューメディア『BD』『わにわに新聞』
クーロン黒沢：フリークス・ウォッチャーに朗報だ!! ベトナムの極楽観光スポット
青山正明：読むエクスタシー イスラム神秘主義詩人ルーミー
異端派アート～カルチャーをとことんとんとん追求し続ける 謎のカルト出版社「ペヨトル工房」の全貌（文／編集部）
下関マグロ：正統派オージーからブラッディ・パーティーへ 危ないパーティーに潜入する日々
たちどころに煩悩が消え去る! これは便利だ チルアウト・ヘアヌード写真集（文／編集部）
男は女の奴隷である 奴隷男飼育法（監修／ヒミコ）
次代の娯楽、妄想アミューズメントにトライ!! 1995年 東京殺人事件現場巡礼マップ 被害者の方々のご冥福を心よりお祈り申し上げます。（文／上関日向）
貧乏人の悲惨な生活を描かせたら右に出る者なし! ロングインタビュー山野一（聞き手・構成／吉永嘉明）
独占取材!渋谷界隈で急増する“強姦チーム”幹部インタビュー “悪夢の集団射精”の実態が今、赤裸々に語られる!?（リポート／村崎百郎＋本誌特別取材班・イラスト／古屋兎丸）
本邦初!?アムステルダムコーヒーショップ・ガイド 法律を遵守する日本人のアナタでも、ここなら白昼堂々マリファナが吸えますよ～（文／北村孝三郎）
恋の春ゴミの春 勝手にゴミュニケーション（文／村崎百郎）
痴呆性老人看護日記 職業別リレー・ダイアリー 第二回：記／早田工二（看護助手）
与太来信
著者紹介
編集後記

### 第3巻「特集／快感」
ねこぢる「かわいそうな王子さま」
若者よ、服を脱ぎ捨ててオモテに出よう! マッパで行こう!
素晴らしきマッパ・ライフ（全裸座談会）／ヌーディズムの歴史
ビバ!裸族／「奄美大島のこと」（文／島尾伸三）
インターネットでわかる最新ヌーディスト情報／ヌーディスト村におけるロリコン野郎の跳梁跋扈に警告をなげかける正義のウェブ「ホール・オブ・シェイム」より抜粋
こんな身近にヌーディスト・スポットが……「銭湯は楽し!」／銭湯とロリコンの爛れた世界
21世紀の性のかたち! 新性器・アナルセックス
大地球肛門性愛時代宣言「101人目のアナルセックス」（宣言文／村崎百郎）
サルでもデキる「アナルファック」入門篇／何でも入るからってこんなもん入れたら大変ですよ
村崎百郎・尻穴処女喪失体験記「いいトシこいて、けつの穴が処女だなんて、こっぱずかしくてやってられねえよ」
アナル偉人伝：Part-1 性別を越えた粘膜の快楽は腸壁から……大正生まれのアナル・ジジイです（取材・文／松沢呉一）
アナル偉人伝：Part-2 ウンコやゲロが好きな女王様妻と、Mでアナル好きの夫との余りにもハッピーな生活 スカトロ夫婦漫遊記（取材・文／松沢呉一）
アナルコラム どうしてもウンコを食わずにいられなくなったときの注意点（泣）（文／千葉えもん）
ムチの刺激を利用して、脳内麻薬をドッと出せ! ムチのススメ
ときには諦めちゃえ! きっと気持ちいいゾ! おもらしの快楽
ラバリストの快楽ってナニ!
制約のある不慣れな状態での快感実験 感覚遮断でGO!（文／感覚遮断実行委員会＋緒川コウ）
24時間セックストライアルのススメ! セックス持久走
正しいハッテン講座 1億総ゲイ化計画
日本古来の伝統儀式でプリミティヴなエクスタシーを得る!? はじめての指詰め
心も体もキモチイイ～! 筋力トレーニング・ハイ
ガテン職は気持ちがいいらしい──素晴らしきガテン
何ためらってんの? 整形エクスタシー
ミニインタビュー 人体改造趣味の漫画家 町野変丸さん
ほんとうに頭のよくなるクスリ スマート・ドラッグ完全ガイド
現実はここまで来てしまった! 1時間で人格が変わる薬「プロザック」
眠剤の間違った使い方講座 睡眠薬自由自在
青山正明：飛ぶか沈むか眠剤ホロ酔い講座／若者よ横になろう! 惰眠のススメ
オリジナル・ハイいろいろ
トランス・ハイ／泣きハイ／不謹慎ハイ／沈思黙考ハイ……
いわゆるゴミ情報コラム ルナティック・ア・ゴー・ゴー
気持ちいいだけの音楽 テクノのススメ
テクノとクラブとレイヴ／テクノに至る道／一目瞭然、テクノ・ジャンルわけ
主要ミュージシャン&音原紹介／DJ. MAYURIインタビューなど盛り沢山!
ヒッピーの聖地の歩き方──さようならゴア
トラベラーが教えるゴアの歩き方／クラバー娘のドタバタ珍道中「ゴアの海はウンコだらけ」
生活者のゴア／ゴアトランス・ガイド／ゴアの音の変化……
日本のトランス・パーティのパイオニア ロング・インタビューイクイノックス（聞き手：吉永嘉明／構成：ニコラス啓司）
セックス、ドラッグ、デスメタル……そして死体 世界一素敵な国コロンビア／「殺し」から「弔い」まで、“組織”のデスビジネスのすべてにかかわってきた男 死体処理（世話?）人・オロスコ：文／釣崎清隆（死体カメラマン）
パスポートなしで行ける魅惑の国 大久保界隈のコロンビア・スポットガイド（文／金清文）
特殊グラフィックス 衆議院議員候補変態医療改革景色（作・画／根本敬）
良家の人食い文化人VS鬼畜系工員 佐川一政快感手記 村崎百郎による完全鬼畜超対訳付き
大大大ヒンシュク!! ダストハンティング手記第3弾 家事の秋ゴミの秋 勝手にゴミュニケーション③（文／村崎百郎）
私信累々 読者のお便りコーナー
著者紹介
編集後記
山野一「きのどくなお姫さま」

### 第4巻「特集／青山正明全仕事」
はじめに
青山正明「Flesh Paper 肉新聞」
初出＝白夜書房『Hey!Buddy』／白夜書房『Crash』／大亜出版『BACHELOR』
1982年
ネタ本レビュー『メディカル・キュリオシティーズ』
アンピュティはアウトサイダー?
男同士の遊戯＝ゲームいろいろ 家に籠ってネッチリ遊ぼう!!
ワードパワー
お子さまたちのための短編童話
1983年
建物が妊娠!?
少女愛好家のための医学書紹介
私は毎日新聞のお嫁さんになりたい
開運秘儀憑依霊を自力でお祓いする法
ブラック・ジョークの極北!!『トゥルーリー・テイストレス・ジョークス』
1984年
差別ジョークの極致!!『トゥルーリー・テイストレス・ジョークス・ツー』
グログロビデオ評『バスケットケース』
グログロビデオ評『ゾンゲリア』
ホラー・ビデオクリップの極! ラモーンズの「サイコセラピー」
グログロビデオ評『ビデオドローム』
極楽嗜好品 人工母乳を飲もう!
無能が書いた天才論
グログロビデオ評『スターヴァージン』
グログロビデオ評『死霊のはらわた』
合法ドラッグ体験手記第5回『ペンタゾシン』
アイドルの尻の穴などお手のモノ!! 念写の可能性を探究する
名作オナニー小説
1885年
合法ドラッグ体験手記第6回 黒ゴム接着剤でアート&トリップ
千摺り故事ことわざ
『バスケットケース』や『死霊のはらわた』と共に今年劇場公開されちゃうルチオ・フルチの『ゲイツ・オブ・ヘル（地獄の門）』（83/伊）
お悩み即解決！霊界問答
自宅の4畳半が宮殿の踊り場と化す中世ルネサンス音楽に夢中
改訂版 千摺り用語集
これは便利だ! キミの彼女は処女か非処女か? ヴァージン判定簡易チャート
嗚呼こんなことやっちゃいけないイタズラ・復讐講座 第1回 自動車破壊工作編
奇書解題『BLACK BOOK 1～3』（米）日本で売られている最も危険な本
1986年
ミミズの煎汁はウンコの味!? 流感でお苦しみの方は是非お試しを!
開錠・金庫破りの基礎マニュアル『Looks,Picks,and Clicks』
嗚呼こんなことやっちゃいけないイタズラ・復讐講座 第5回
大人の本音 Q&A
ステージで火柱を上げる火炎放射器! パフォーマンス集団“SRL”の狂気と暴力美
ソープランドに行って無事ソープ嬢とセックスせずに済ませる15のテクニック
嗚呼こんなことやっちゃいけないイタズラ・復讐講座 第6回
アジナ・チャクラを覚醒させて眠りこける
生命素の摂取こそが心身活性の要
1987年
生物気候学が教える適正殺人法
嗚呼こんなことやっちゃいけないイタズラ・復讐講座 第9回
NORML版『コモン・センス』
政府は霊的カースト制度を導入せよ! 差別主義のススメ
嗚呼こんなことやっちゃいけないイタズラ・復讐講座 第13回
大きなバッズが欲っしいな　人間もバッズもタネが良くなきゃダメよね
嗚呼こんなことやっちゃいけないイタズラ・復讐講座 第14回
珍奇なビデヲ・レビュー『アイダホ・ポテト・ライブ』
ハロー・サマー、グッバイ! アサ代の夏
不謹慎なリクリエーション 地蔵叩き割り競争
ホドロフスキーの未公開大作がついにビデオ・リリース!!『ホーリー・マウンテン』（73）
珍奇なビデヲ・レビュー『NO STRINGS ATTACHED』
ある神経症患者の告白 其の2 呼び捨ての巻
1988年
どうでもいい健康講座 爪を丈夫にする法
オランダからハリウッドへ──ポール・バーホーベン作品が続々ビデオ化
〈持つ者〉と〈持たざる者〉〈持つこと〉と〈在ること〉そして〈物欲〉と〈消費欲〉
またゾロ出たぞ、残酷ドキュメンタリー『スーパー・ジャンク』（88/米）
夏の太陽の下 犬や猫と、とことん遊ぶ
ベン・ジョンソンの9秒79は真正の世界新 ドーピングが何故悪い! サイバー・オリンピックの提言
人は何故、年をとるほど時の流れを速いと感じるのか?
1989年
惰眠に優る快楽なし! とことん快楽惰眠を堪能するテクニック
発掘カルトムービー『クリストファー・ウォーケンのマインドスナッチャー』
3カ国に見る、死んだ赤ん坊、あるいは死にぞこないの赤ん坊
室温核融合がもたらすものアレコレ
発汗は心身浄化の王道“スマーティ”でドロドロの濃い汗かこう!
『週刊文春』の実名報道は江戸時代の刺青刑より非道い!!
ラテン音楽を大幅に取り入れた3ムスタファズ3ののニューアルバム『ハート・オブ・アンクル』
〈空想〉は曖昧である。〈現実〉もまた曖昧である。我々はこの2つの曖昧な世界を往き来している──。快楽と苦痛に満ちた別世界パノラマ『ヘルレイザー2』（88/米）
ああんっ、お天道様、見て見てぇ! これが、至高の日光浴だ!
外部環境＝現実に支配されない幸福を求めて──タデウス・ゴラス著『なまけ者のさとり方』に見る神智学から導き出された実のある思想とは
〈詩人〉は〈シャーマン〉であり、〈詩〉は〈お告げ〉〈高次の真理〉である　秘教伝統の叡智を垣間見た詩聖ブレイク
1990年
プルーストよりも『子連れ狼』の方が楽しいね──ホドロフスキー・ショート・インタビュー
ドラッグ&音楽抜きにユース・カルチャーは語れない!! 英国発、90年代ネオ・サイケ・マガジン『エンサイクロペディア・サイケデリカ』
タイNo.1死体雑誌『アチャヤーガム』発行元ピーバン社を訪問 社長チャルパナノン氏、大いに語る
「セールスガラス」は成金への呪文?
回文こしらえ、人生を棒に振る?
ブラックな笑いは黒人コメディアンに限る?『エディ・マーフィ ライブ! ライブ! ライブ!』（83年/米/69分）
OLは目を濡らし、ロリコンは亀頭を濡らす『マイライフ・アズ・ア・ドッグ』（85）
1991年
伝説のカルト・ムービーが遂にビデオ・リリース!『サテリコン』（69/伊）
精神世界人物辞典　第2回 リチャード・アルパート
イカモノ好きの人気アイテムとなるか? アナトミカルチャート社の人体解剖グッズ
マリファナ、ヘロイン、13歳の少女──これだからタイはやめられない!?
人工芝に寝っ転がってグーグーグー 夢か現か「ウォーマッド91横浜」
ドクター中松&戸塚宏に学ぶ 根性＝“内臓感覚”の重要性
精神世界人物辞典 第9回 ブラヴァツキー夫人
1992年
「死ぬ権利」と「死の介助」の獲得を目指して“積極的安楽死”を認めない日本尊厳死協会の弱腰
耐えがたい苦悩から湧き出る悦びの泉『ボブ・マーリィ タイム・ウィル・テル』から学ぶ“快楽の本質”
酒の肴に「ちょっといい話」青春時代──“性交なき性”の思い出
1993年
〔昔〕信心深き者は天国へ→〔今〕資産多き者は豊かな老後を 死んで分かった、嗚呼、神様の有難み
過去を知らない女が、過去から逃げ出した女に恋をした──パーシー・アドロン監督の最新未公開作『サーモンベリーズ』
日本人にドラッグはいらない!? ナチュラル・ハイと納豆の蜜月関係
16歳の少女と交尾して、たったの6百円!! タイ発「定食一人前で買える女の子」最新事情
熱帯の楽園タイ 最新ドラッグ事情〔後編〕パッポンのファーマシーには眠剤とスピードがいっぱい! 安いガンジャが欲しい人は、それ行け、メオ・ビレッジだ!!
15～17歳の少女に突っ込みたいあなたへ 置屋遊びを楽しむための基礎タイ語!?
全身掻きまくりのヘロイン・フリークに朗報　市販の精神安定剤で痒み抑えて安眠確保
“玉抜き＆膣形成オペ”の一部始終をとらえたグロ～いドキュメント『知られざる性転換手術の全貌』（93年/日本/60分）
フリーラジカル説に基づく“不老”の特効薬!? SOD様物質をガンガン摂って、忌まわしき老化を食い止めろ!!
ナチュラルでポジティヴなイスラム神秘思想スーフィズムと神秘詩人ルーミー（メヴラーナ）
脳味噌に効く騒音 ボアダムス『スーパー・ルーツ』
やっと出会えた百点満点のヴィム・ヴェンダース　哀感漂う世紀末SFロードムービー『夢の涯てまでも』（91）
真っ昼間からヘロインぶち込んで、ガンジャをブカブカ ジャンキー・リゾート「パンガン島」でドラッグ&読書三昧の日々
1994年
トランスパーソナル心理学の現状と限界 果たして理論は禅を超えられるか?
コバーンが死んでもベックがいるさ 絶望は“開き直り”で切り抜けろ!?
麻薬探知犬は田んぽのカカシか? 胃薬飲んでスマッグラー頑張る
同性愛は「多様化する未来の性愛」の端緒となりうるか!?
注目タイトル2本がビデオ・リリース『ありふれた事件』&『タイムアクセル12:01』ワクワクしながらビデオ・ショップへ走れ!!
差別の元は“見てくれ”の違い どこまでが区別で、どこからが差別なの?
今月もまたトーク・インプロヴィゼイション（無駄話の垂れ流し）お詫びよろしく下ネタも入れてみました
禅仏教とニューエイジをつなぐキーワード 仏さま推薦の処世術“自受用三昧”とは!?
［大島清インタビューこぼれ話 其の一］自分の性別を教えられて、初めてヒトは異性に恋をする　本能をその支配下に置いた“言語”のパワー
［大島清インタビューこぼれ話 其の二］大脳生理学が解明した“男と女”の本質　男性神話は必ず崩壊する!!
1995年
夜中の山奥でドッカンドッカン♪伊豆のレイヴに吉外を眺む
“思い入れ”のスパイスをたっぷり振りかける それが人肉を美味しく食べるコツ
プロローグ～状況説明
肉に食い込む金属パーツの御利益やいかに ニップル&ペニス・ピアッシングでドラッグがやめられる!?
バッテン突っ込んで踊り狂うのはもう飽きた。嗚呼、そうして今、テクノにハマり酩酊する日々……
1999年／書き下ろし
ナチュラル・ハイ＝クリーンを目指して……『危ない薬』（92年刊）以降のドラッグ事情（おまけ）フリーベース&クラックの作り方
心と体に“効く”ブック・ガイド
音キチのあなたに捧ぐ……音＝楽
音キチのあなたに捧ぐ……音源360選
おわりに

## 関連雑誌
- Jam／HEAVEN - 1979年創刊の伝説的自販機本。初代編集長は高杉弾。3代目編集長は山崎春美。創刊号では山口百恵宅のゴミ漁りを決行し、一躍その名を轟かせる。以降もドラッグ特集やパンク系の記事のほか、現実と虚構が交錯する冗談企画を連発。当時から伝説的存在として一部に絶大な影響を残した。また青山正明が慶應義塾大学在学中の1981年に創刊したミニコミ誌『突然変異』も同誌の影響を強く受けている。
- サバト - 1985年11月に『SMマニア』増刊として三和出版から創刊され、わずか1号で廃刊した青山正明編集の異端文化研究エロ雑誌。
- 危ない28号 - データハウスから発行されていた姉妹誌。結果的に18都道府県で有害図書指定された[16]。

## 関連人物
- 青山正明 - 『危ない1号』編集長。
- 吉永嘉明 - 『危ない1号』副編集長。
- 鵜野義嗣 - 『危ない1号』発行人兼データハウス社長。
- 黒田一郎 - 『危ない1号』編集協力兼ライター。
- 村崎百郎 - 鬼畜系・電波系ライター。
- 宮沢章夫 - 自身が講師を勤める『ニッポン戦後サブカルチャー史』シーズンⅢ第4回（最終回）『サブカルチャーが迎えた「世紀末」』（Eテレ 2016年6月19日放送）において根本敬や村崎百郎と共に『危ない1号』を「サブカル」のターニングポイントとして重点を置いて紹介している。
- 山野一 - 鬼畜系漫画家。第1巻の126-133頁（村崎百郎「ダスト・ハンティング＝霊的ゴミ漁り」）と144-149頁（夏原武「東京ヒットマン情報」）に挿絵を寄稿。第2巻の182-189頁には吉永嘉明によるロングインタビューが掲載。第3巻背表紙の内側には4コマ漫画「きのどくなお姫さま」が掲載されている（山野の前妻で漫画家のねこぢるも第3巻に4コマ漫画「かわいそうな王子さま」を寄稿している）。